# Joachim Barward Lauenstein

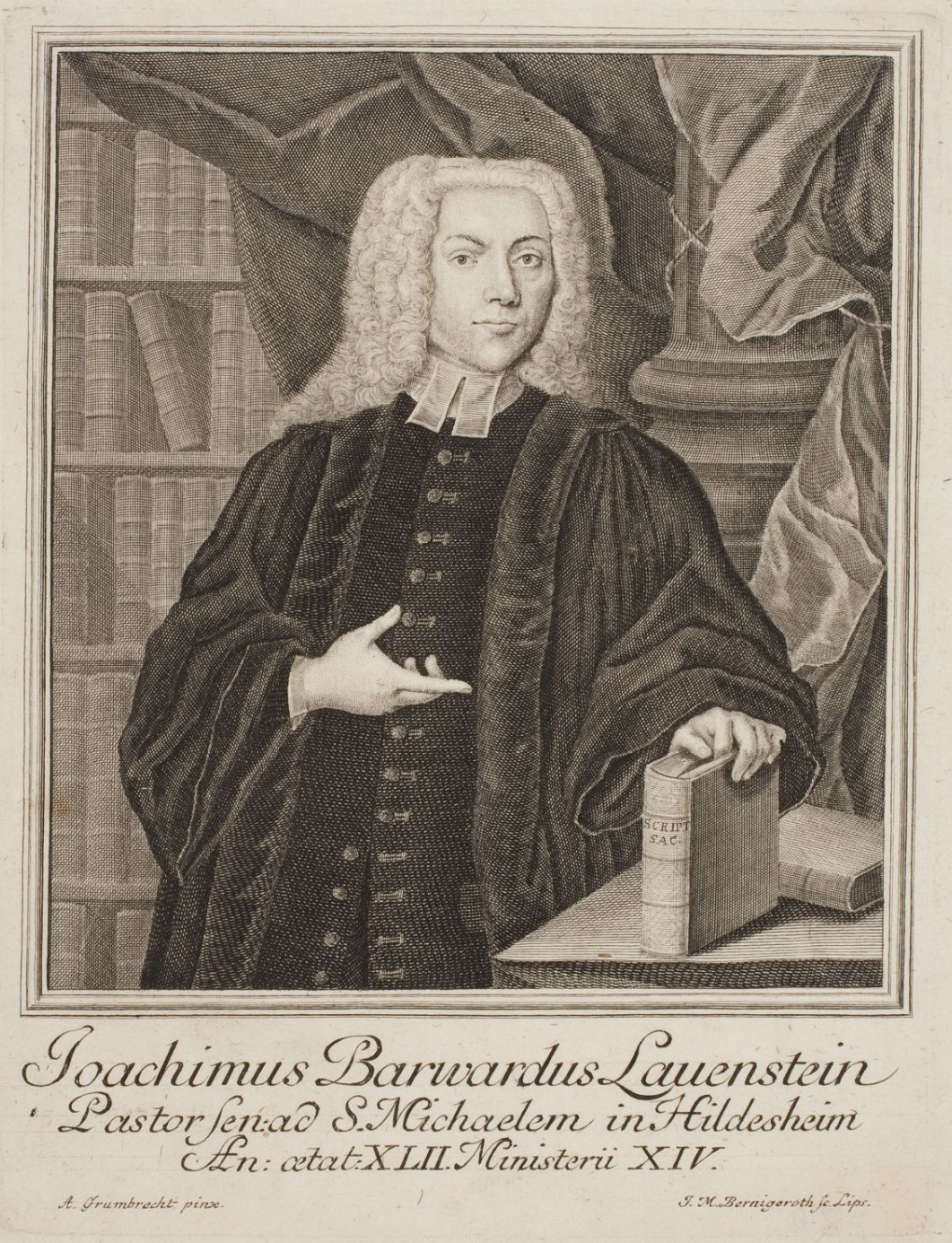
Joachim Barward Lauenstein (1740)

Joachim Barward Lauenstein (* 26. Juni 1698 in Hildesheim; † 12. Juni 1746 ebenda) war ein evangelisch-lutherischer Pfarrer in Hildesheim. Er verfasste umfangreiche Darstellungen der Geschichte Hildesheims und des Hochstifts Hildesheim, die teilweise bis heute Quellenwert haben.

## Leben
In seiner Hildesheimischen Kirchen- und Reformations-Historie (1736) beschreibt Joachim Barward Lauenstein in der Reihe der Pfarrerbiografien auch sein eigenes Leben bis zum Jahr 1736:
„Dieser wurde allhier zu Hildesheim an[no] 1698. den 26. Jun. gebohren. Sein Vater war Herr Joachim Christoph Lauenstein, wol-meritirter viel-jähriger Senator hieselbst, die Frau Mutter, Ursula Margaretha Albrechts, Herrn Mag. Johannis Albrechts, Pastoris zu S. Andreae Tochter. Gleichwie nun der Abstamm von solchen Eltern keine geringe Wohlthat, welche ihm der Herr Herr erzeiget; also stellete ihn GOtt seinem Geschlechte zu einer neuen Zierde auf, um den Ruhm der Vor-Eltern, der als die beste Erbschafft auf ihn [ge]kommen, in ihm von neuem zu erhöhen. Und gaben schon die kindlichen Jahre, wegen des fähigen Ingenii und treflichen Memorie, schöne Hoffnung, daß sich GOtt seiner bey erwachsenden Jahren, als eines nützlichen Werckzeugs zum Dienst seiner Gemeine gebrauchen würde. Denn wie er in patriae Gymnasio der löblichen Anführung seiner Lehrer mit gutem Successu gefolget, und in Sprachen, Oratorie und Poësie guten Grund geleget; also fieng er auch seine Studia Academica mit gleichem Fleiße an, und continuirte selbige auf der benachbarten Academie gantzer 5. Jahre durch: Massen er sich an[no] 1719. nach Helmstädt erhob, und daselbst im 1. Jahr Linguas Orientales hörete, bey dem Herrn Professore Sprechero und Herrn Lakemachero. Im 2. und 3. hörete er Disciplinas Philosophicas, bey dem Herrn Professore Treuern, und im 4. und 5. Jahr die Partes Theologiae bey dem gelehrten Abte D. Schmidio und Herrn D. Schrammio. Wobey er das letzte Jahr durch den Sonntäglichen Gottesdienst in der Collegen- oder Marckt-Kirche die mehreste Zeit verrichtete, und dadurch im Predigen eine grosse Fertigkeit erlangete. Nach Verfliessung solches Quinquennii begab er sich an[no] 1724. auf die Baroney Schauen, ohnweit Osterwieck, und unterwieß daselbst die ihm anvertraute Jugend in Sprachen und Historischen Wissenschafften, so lange, biß er auf Einrathen seiner Bluts-Freunde wieder zu Hause kommen und um die zu S. Michaelis vacant gewordene Prediger-Stelle competiren muste; da er denn so glücklich war, daß er bey solcher seiner ersten Competenz von dieser Evangelischen Gemeine an[no] 1727. den 6. Jan. mit 78. Stimmen zu ihrem Prediger und Seel-Sorger erwehlet wurde; worauf ihn der Herr Superintendens Reimmann den 2. Februar. als Dom[inica] 4. p[ost] Epiphan[iam] öffentlich vorstellete, und das gantze Rev. Ministerium ordinirte. An[no] 1730. nach Celebrirung des Confessions-Jubel-Festes gerieth er in einen hefftigen Streit mit dem Hildesheimischen Dom-Prediger und Jesuiten, Patre Winando Hesselmann, welcher öffentlich behauptete, man habe zu S. Michaelis die Mutter GOttes gelästert und mit gar schimpfflichen Nahmen benennet, schalt daher die Lutheraner vor Marien-Lästerer und verruchte Leute, die ärger wären als die Türcken selbst. Es war aber eine blosse Erdichtung, und dieser Prediger [Lauenstein] zeigete seine Unschuld in einer Schrifft, genannt: Meister-Stück einer Jesuitischen Ironie. Doch das Controvertiren nahm mit dem erfolgenden Tode des Jesuitens ein Ende, und dieser Prediger applicirte sich nach wiedererlangter Ruhe, auf die Hildesheimische Kirchen- und Reformations-Historie, und publicirte davon an[no] 1734. den ersten, an[no] 1735. aber den zweyten, dritten und vierten Theil, mit welchem Werck er noch itzo beschäfftiget ist, selbiges auch auf Ostern 1736. gel. GOtt, völlig gedruckt lieffern wird. Der treue Gott, der Gnade gegeben, daß dieser Lehrer bereits ins neunte Jahr sein Christenthum nicht mit Heucheley und Falschheit, sondern mit der That selbst bewiesen, auch viele Seelen auf seine Seele gebunden, wolle ferner Hülffe verleihen, daß dieser Hirte noch viele Jahre durch sein Amt treu und fleißig verrichten, seinem Nächsten aufrichtig und ohne falsch begegnen, und endlich nach diesem beschwerlichen, das ewige Freuden-Leben erlangen möge!“
Johann Jacob Moser kolportiert 1740, Lauenstein habe „eine so penetrante Tenor-Stimme, daß wann er gleich in den grösten Kirchen, bey sehr volckreicher Versammlung prediget, man doch in nahe liegenden Häusern, alle seine Worte deutlich vernehmen kan.“
Lauenstein wechselte 1745 an die St.-Jakobi-Kirche und starb im Jahr darauf 48-jährig. In seinem Testament bedachte er seine beiden Pfarrkirchen St. Michaelis und St. Jakobi. Letztere besaß ein Porträtgemälde von ihm, das später ins Roemer- und Pelizaeus-Museum kam. „1000 seiner besten Bücher nach Wahl“ vermachte er der Ministerial- und Schulbibliothek in Hildesheim.
In Hildesheim-Drispenstedt wurde 1979 der Lauensteinweg nach ihm benannt.

## Veröffentlichungen (Auswahl)
- Hildesheimische Kirchen- und Reformations-Historie. Hannover 1736 (Digitalisat)
- Historia Diplomatica Episcopatus Hildesiensis, Das ist Diplomatische Historie des Bißthums Hildesheim: Darinnen Der Civil-, Militair- und Kirchen-Staat sowol der Niedersächsischen freyen Crayß-Stadt Hildesheim, als auch dieses gantzen Bißthums, umständlich abgehandelt. Hildesheim 1740 (Digitalisat)